# FC Kickers Luzern
FC Kickers Luzern is een Zwitserse voetbalclub uit de stad Luzern. De club speelt in de 2. Liga Interregional, het 5de niveau van het Zwitserse voetbal.